# غو سانغ بوم
غو سانغ بوم مواليد 15 يونيو 1964 في سول، هو لاعب كرة قدم كوري جنوبي دولي سابق كان يلعب كمدافع. سبق له أن لعب في كأس العالم لكرة القدم مع منتخب بلاده. لعب خلال مسيرته 171 مباراة سجل خلالها 12 هدفاً.

## المسيرة الاحترافية

### أندية لعب لها
- نادي سول
- نادي بوسان أي بارك
- بوهانغ ستيلرز

## روابط خارجية
- غو سانغ بوم على موقع الاتحاد الدولي (مؤرشف)  (الإنجليزية)
- غو سانغ بوم على موقع دوري كوريا الجنوبية (الإنجليزية)
- غو سانغ بوم على موقع قاعدة بيانات كرة القدم.إي يو (الإنجليزية)
- غو سانغ بوم على موقع ناشيونال فوتبول تيمز (الإنجليزية)
- غو سانغ بوم على موقع Soccerway.com (الإنجليزية)
- غو سانغ بوم على موقع أوليمبيديا (الإنجليزية)